# Antonin Manavian
Antonin Manavian (né le 26 avril 1987 à Paris en France) est un joueur professionnel français de hockey sur glace. Manavian évolue en tant que défenseur En équipe nationale depuis 2009. Il fait ses débuts dans le championnat de France en 2006-2007 avec les Brûleurs de loups de Grenoble et remporte alors son premier titre de champion. En 2008-2009, Grenoble remporte les quatre trophées mis en jeu par la Fédération française de hockey sur glace, le match des champions, la Coupe de France, la Coupe de la ligue et la Coupe Magnus.
Après quatre saisons avec les Brûleurs de loups de Grenoble, Manavian tente rapidement sa chance en Amérique du Nord avant de revenir pour le championnat de France avec les Ducs d'Angers puis les Dragons de Rouen. Il passe une saison en Autriche en 2012-2013 avant de revenir jouer avec Rouen.

## Carrière de joueur

### Ses débuts
Manavian est formé au Club olympique Courbevoie et il fait ses débuts sur la scène internationale en mars 2004 alors qu'il évolue avec l'équipe de France des moins de 18 ans ; il participe alors aux cinq rencontres jouées par la France dans le groupe B de la division 1 du championnat du monde moins de 18 ans. La saison suivante, il évolue dans la Division 2 du Championnat de France de hockey sur glace avec le club du Havre. Au cours de cette même année, il joue également au sein des Dragons de Rouen avec l'équipe des moins de 18 ans. Âgé de 17 ans, il participe également à une rencontre dans en Élite avec l'équipe première des Dragons.
Manavian est sélectionné lors du repêchage international de la Ligue canadienne de hockey. Sélectionné par le Titan d'Acadie-Bathurst de la Ligue de hockey junior majeur du Québec, il est le 32e joueur de la séance dès le premier tour. Il décide de tenter sa chance en Amérique du Nord et rejoint le Titan au début de la saison 2005-2006. Après qu'il a pris part à 17 des rencontres de l'équipe, le Titan l'envoie le 8 janvier, dernier jour possible de transactions dans la ligue, aux Olympiques de Gatineau en retour d'un choix de septième tour du repêchage 2006 de la LHJMQ. Comme avec le Titan, il ne joue que peu de rencontres, 29 à la fin de la saison, n'inscrit pas un seul but mais passe 53 minutes sur le banc des pénalités. Malgré le peu de temps de jeu de Manavian en LHJMQ, il est sélectionné en cours de saison pour jouer le championnat du monde junior où la France se classe quatrième de la division 1.

### Les premiers titres avec Grenoble (2006-2008)
Ne parvenant pas à se faire une place en Amérique du Nord, Manavian décide de rentrer au pays et signe avec les Brûleurs de loups de Grenoble de la Ligue Magnus pour la saison 2006-2007. Il continue ses études tout en étant employé administratif pour son club. Lors de la cinquième journée du championnat, il inscrit son premier but en élite, le sixième d'une victoire 7-0 contre l'Anglet Hormadi Élite, mais il est sévèrement mis en échec par un Angloy, sort sur blessure et manque une partie de la saison. Il revient petit à petit au jeu mais assiste depuis le banc des remplaçants à la conquête de son équipe de la première Coupe de la Ligue décrochée le 2 janvier 2007 contre Rouen sur la patinoire de Méribel.
À la fin de la saison régulière, Manavian compte un seul but en 17 rencontres alors que son équipe se classe deuxième derrière les Pingouins de Morzine. Deux de ses coéquipiers sont mis en avant par la Fédération française de hockey sur glace : Eddy Ferhi désigné meilleur gardien et Sacha Treille, meilleur espoir. Laissé de côté lors des premiers matchs des séries éliminatoires, Manavian fait ses débuts lors du quatrième match du deuxième tour joué contre les Diables rouges de Briançon. Grenoble se qualifie pour la finale contre Morzine et malgré le classement de la saison régulière, ce sont les Brûleurs de Loups qui s'imposent 3 matchs à 1 et remportent le titre de champion de France.
Lors de la saison suivante, les Brûleurs de Loups passent tous les tours de la Coupe de France pour atteindre la finale qui se joue dans le Palais omnisports de Paris-Bercy le 17 février contre les Dragons de Rouen. Les deux équipes se neutralisent 2-2 au cours du temps réglementaire mais l'équipe de Manavian s'impose finalement lors de la séance de tir de fusillade. Au cours de la saison, les Brûleurs de Loups accueillent un groupe de la Coupe continentale 2007-2007 ; Grenoble finit troisième de son groupe avec une seule victoire contre Tilburg Trappers, équipe du Pays-Bas. Lors de cette rencontre, Manavian fait parler de lui en se battant contre un adversaire. Les bagarres étant interdites dans les compétitions internationales gérées par la Fédération internationale, les deux joueurs sont exclus du match. Dans le championnat de France, Grenoble ne parvient pas à conserver son titre : troisième de la saison régulière, le club perd en demi-finale 3 matchs à 0 contre les Diables rouges de Briançon.

### Une saison complète pour les Brûleurs de Loups (2008-2009)

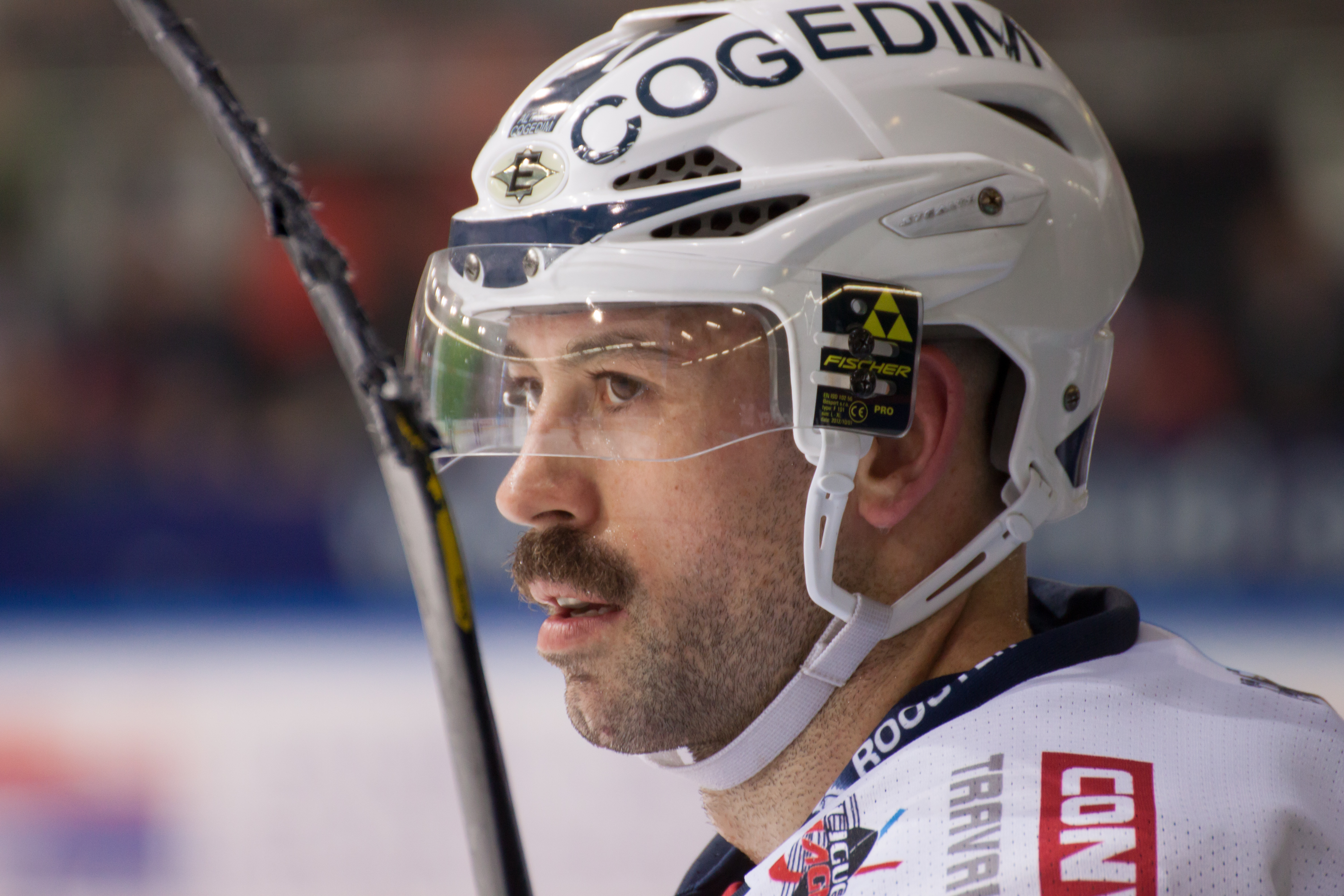
Le capitaine Baptiste Amar (ici en 2012) conduit Manavian et les Brûleurs de Loups à quatre titres lors de la saison 2008-2009.

Déçus de leur élimination sèche lors des séries de 2008, les Brûleurs de Loups décrochent leur premier trophée en septembre quand ils mettent la main sur le match des Champions joué contre Rouen. Fin décembre 2008, les joueurs de Grenoble jouent la finale de la Coupe de la Ligue contre Briançon. Comme lors de la finale de la Coupe de France précédente, le score est à égalité à la fin du temps réglementaire avec trois buts inscrits de chaque côté. Après quatre minutes de prolongation, le capitaine des Brûleurs de Loups, Baptiste Amar, offre la victoire aux siens en trompant Tommi Satosaari.
La deuxième finale de la saison pour Grenoble est jouée en février 2009 à l'occasion de la Coupe de France. Grenoble a réussi à battre Rouen en demi-finale malgré les contestations de Rouen pour des erreurs d'arbitrage. La finale est jouée contre les Ducs de Dijon sur la patinoire de Paris. À la fin du premiers tiers-temps, les deux équipes sont à égalité mais les joueurs de Grenoble prennent par la suite les choses en main en inscrivant cinq buts sans réponse. Grenoble remporte donc sa deuxième Coupe de France consécutive et son troisième trophée de la saison. Dans le même temps, la saison régulière est finie et Manavian et les siens sont deuxièmes du classement quatre points derrière Briançon et trois devant Rouen.
Les Brûleurs de Loup sont directement qualifiés pour le deuxième tour des séries où ils éliminent les joueurs de l'Étoile noire de Strasbourg en quatre rencontres, 3 matchs à 1. Ils retrouvent alors en demi-finale les Dragons de Rouen. Les deux équipes attendent depuis la demi-finale de la Coupe de France de se retrouver pour s'expliquer. Le premier match tourne à l'avantage de Grenoble avec une victoire en prolongation 2-1 et deux buts d'Alexandre Rouleau. La deuxième rencontre se solde également par une victoire de Grenoble sur le fil 5-4, le dernier but de la rencontre étant inscrit par Luděk Krayzel à quelques minutes de la fin du match. Le troisième match de la série est également serré entre les deux équipes puisque Manavian et les siens ne s'imposent qu'avec un seul but d'écart, 4-3. Ils retrouvent alors la finale de la Coupe Magnus et les joueurs de Briançon. Après une première victoire 5-2 de Briançon, Grenoble enchaîne trois victoires de rang pour mettre la main sur la Coupe Magnus avec un tour du chapeau lors du dernier match par Viktor Wallin.

### Grenoble rattrapé par les finances et malheureux contre Rouen (2009-2010)
Grenoble commence la saison 2009-2010 sur le même rythme en remportant le match des champions contre Briançon sur le plus petit score possible 1-0, l'unique but étant inscrit par Martin Jansson. Cependant, en octobre 2009 et à la suite d'irrégularités constatées dans ses comptes, le club est sanctionné : six points de pénalité en championnat, exclusion pour deux ans de la coupe de France et amende de 3 000 euros.
La sanction ne concerne pas la Coupe de la Ligue et Manavian et les Brûleurs de Loups se qualifient à la première place de leur groupe pour atteindre les phases finales de la compétition. En demi-finale, ils se font peur lors du premier match contre les Ducs d'Angers ; alors qu'ils mènent au score de 4-0 à la mi-match, ils perdent la rencontre 8-4. Les Brûleurs de Loup entament donc le match retour avec quatre buts de retard et ils font tout pour revenir au jeu. Alors qu'il reste moins de 5 minutes de jeu, ils sont devant sur le score de 4-1 et Viktor Wallin inscrit le cinquième but de son équipe à la suite d'un centre de Manavian. 30 secondes plus tard, Mitja Šivic inscrit un sixième but mais Angers revient au score à la 58e minute pour obliger les deux équipes à jouer les prolongations. Après un peu moins de 3 minutes de prolongation, Damien Fleury part en échappée et inscrit le but de la victoire pour Grenoble. Les joueurs de Grenoble sont opposés à ceux de Rouen pour une finale entre les deux derniers champions. Les Dragons remportent le match avec une avance de 4-0 au début du troisième tiers-temps et une victoire finale sur le score de 6-4. Au cours de la défaite, le défenseur international français inscrit un point sur le deuxième but de son équipe.
Avec six points de pénalité, les Brûleurs de Loup sont cinquième de la saison régulière et doivent jouer un premier tour lors des séries. Ils passent ce tour contre l'Image Club d'Épinal puis éliminent les Gothiques d'Amiens en quart de finale 3 victoires à 1. Grenoble est opposé en demi-finale à la meilleure équipe de la saison régulière, les Dragons de Rouen. Il faut seulement trois rencontres aux Dragons pour battre les Brûleurs de Loups, dont deux victoires lors de la séance des tirs de fusillade.
À l'issue de la saison, un panel comprenant les entraîneurs du championnat et de l'équipe de France auquel s'ajoute l'avis des internautes sélectionne Manavian dans l'équipe d'étoiles de joueurs français de la Ligue Magnus. Il y est associé à son coéquipier Nicolas Besch dans le premier bloc défensif de cette équipe-type qui comprend également trois autres Grenoblois tandis qu'Alexandre Rouleau est le seul Brûleur de Loups dans celle de joueurs étrangers.

### Une saison avec Angers après l'échec aux États-Unis (2010-2011)
Il quitte Grenoble après cette saison et tente sa chance avec les Condors de Bakersfield dans l'ECHL,. Il se fait remarquer dès le premier match de la saison en remplaçant en attaquant pour la troisième période J.D. Corbin blessé à la fin du deuxième tiers-temps. Manavian inscrit le cinquième et dernier but de son équipe lors d'une victoire 5-0 contre les Grizzlies de l'Utah. Quelque temps plus, il reçoit une pénalité majeur pour un combat contre Jason Pitton du Thunder de Stockton alors que les Condors s'inclinent 7-0. Malgré ces bons débuts, l'équipe décide de ne pas le conserver et il est libéré de son contrat après sept rencontres le 9 novembre.
Manavian rentre alors en France et signe pour la fin de la saison 2010-2011 avec les Ducs d'Angers. De retour en France, il joue sur son ancienne patinoire le 11 décembre lors d'une défaite contre Grenoble lors de demi-finale retour de la Coupe de la Ligue. Les Ducs connaissent un meilleur parcours dans la Coupe de France puisqu'ils accèdent à la finale en février 2011. Les joueurs d'Angers jouent cette finale contre les Dragons de Rouen et à la fin du temps réglementaire, les deux équipes sont à égalité 4-4 avec un point pour le nouveau défenseur de l'équipe. La prolongation ne change rien au score et finalement les Dragons remportent la finale quand Carl Mallette inscrit le seul tir de fusillade de la rencontre.
Deuxièmes de la saison régulière, les joueurs d'Angers sont directement qualifiés pour les quarts de finale des séries éliminatoires. Ils passent le premier tour en éliminant l'équipe des Ours de Villard-de-Lans. À la suite du dernier match contre les Ours, Manavian reçoit un match de suspension et il manque la première date contre l'Étoile noire de Strasbourg. Quand il revient au jeu pour le deuxième match, c'est pour sortir à la fin du deuxième tiers-temps sur une blessure au genou alors que son équipe s'impose 6-1. Cette victoire est en fait la seule qu'arrive à décrocher les Ducs dans la série.

### Vainqueur de la Coupe Continentale (2011-2012)

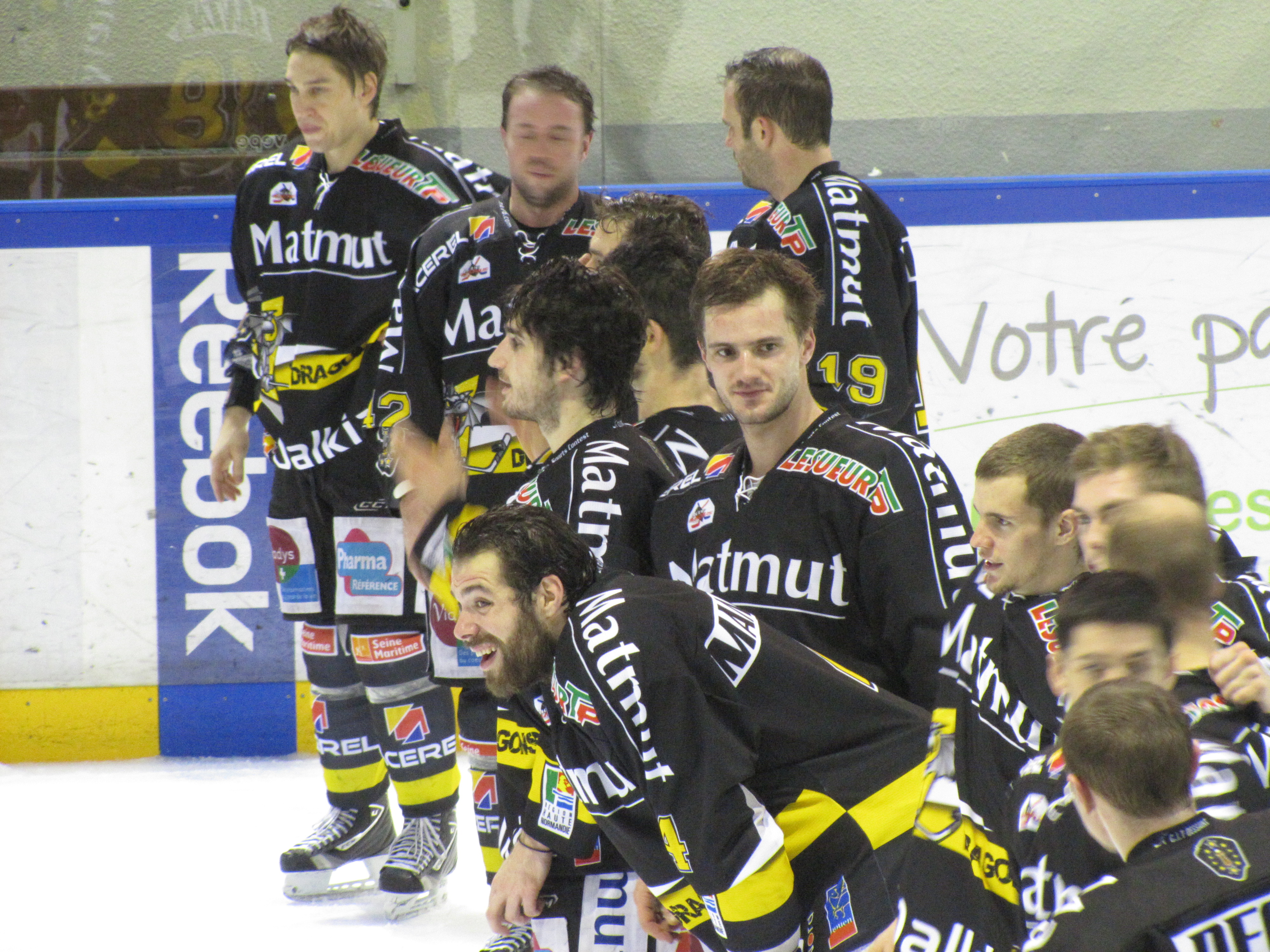
Les Dragons de Rouen remportent la Coupe Continentale.
Manavian est le joueur penché en avant avec de la barbe.

En juillet 2011, Manavian change d'équipe et rejoint les Dragons de Rouen pour la saison 2011-2012. Les Dragons perdent le premier titre de la saison, en s'inclinant sur le score de 6-1 contre les joueurs de Grenoble lors de l'édition 2011 du match des Champions, puis un deuxième en perdant en demi-finales de la coupe de la Ligue contre Briançon, le futur champion.
En janvier 2012, la patinoire de l'Île Lacroix accueille la finale de la Coupe Continentale ; Rouen est directement qualifié pour la super finale, en compagnie du club biélorusse du HK Iounost Minsk, vainqueur de l'édition précédente. Les deux autres équipes à jouer la super finale sont les clubs du Donbass Donetsk en Ukraine et du HC Asiago d'Italie. Les Rouennais s'imposent lors du premier match joué, contre Asiago, sur le score de 6-0 avec un blanchissage de Fabrice Lhenry ; Manavian inscrit un but et réalise une aide lors de cette victoire. Les Dragons s'inclinent lors du deuxième match contre Minsk 4-2.
Le dernier match joué oppose les Dragons aux joueurs ukrainiens de Donetsk qui n'ont alors besoin que d'un match nul pour remporter le titre. Après une première période sans but, Rouen inscrit le premier but de la rencontre après trois minutes dans la deuxième période, un but de François-Pierre Guénette. Marc-André Thinel double la marque puis après un but de Donetsk, il inscrit un second but, moins de deux minutes avant la fin du deuxième tiers temps. Au bout de dix minutes dans les vingt dernières minutes de jeu, les supporters du Donbass voient leur équipe réduire l'écart mais finalement avec moins de trois minutes à jouer dans le match, Mallette puis Julien Desrosiers scellent la victoire des leurs et le titre de vainqueur de la Coupe Continentale
Une quinzaine de jours après la finale de la Coupe Continentale, les Dragons perdent la finale de la Coupe de France à Bercy contre Dijon Hockey Club à la suite d'un but en prolongation par Nicolas Ritz. À la fin de la saison régulière 2011-2012, les Dragons terminent à la première place du classement avec 41 points. Au cours des séries, ils passent les deux premiers tours pour jouer la finale contre les Brûleurs de loups de Grenoble ; les deux équipes se neutralisent lors des quatre premières rencontres mais Rouen remporte son douzième titre, le troisième consécutif, en gagnant les deux rencontres suivantes dont la dernière par un blanchissage de Lhenry sur le score de 4-0.

### Une nouvelle tentative à l'étranger (2012-2013)
À la suite de cette saison couronnée de succès avec les Dragons, Manavian quitte une nouvelle fois la France et rejoint le championnat d'Autriche. Il signe un contrat avec le HC TWK Innsbruck qui rejoint l'élite autrichienne pour cette saison 2012-2013. L'équipe de Manavian finit à la dernière place du classement de la saison régulière avec 94 buts pour 211 buts « contre » alors que le défenseur international français compte 160 minutes de pénalité, le plus haut total de toute la ligue ; avec -40, il est également l'avant-dernier jouer au classement du différentiel +/-, seulement battu par son coéquipier, Patrick Mössmer qui est à -47

### De retour à Rouen (2013-2015)
Il retourne en France lors de la saison suivante et s'aligne en début de saison avec les Ducs d'Angers. Le 19 octobre, Manavian quitte Angers pour revenir jouer à Rouen pour la fin de la saison 2013-2014. La saison n'est cependant pas claire car dans un premier la Fédération française de hockey sur glace considère qu'en début de saison il est prêté à Angers par Rouen en vertu de quoi, il ne peut pas finir la saison avec le RHE. IL est finalement autorisé à jouer avec le club de Rouen le 23 décembre 2013.
Quelques jours plus tard, les Dragons de Rouen jouent et remportent la finale de la Coupe de la Ligue 2013-2014 le 2 janvier contre l'équipe de Chamonix Hockey Club sur le score de 6-4. En janvier, les Rouennais perdent la finale de la Coupe de France sur le score de 4-0 face à Angers. Premiers de la saison régulière, les Rouennais éliminent les joueurs de Chamonix en quart-de-finale des séries avant de jouer leur demi-finale contre les Ducs d'Angers. Ce sont ces derniers qui se qualifient en ayant remporté les deux premiers matchs de la série sur la glace de Rouen et une dernière victoire 4-1 lors du sixième match de la série.
Appelé par Dave Henderson pour les championnats du monde qui vont se jouer à Minsk, Manavian joue plusieurs match amicaux, dont un contre la Slovaquie à Grenoble. Il s'y fait remarquer dès l'entame du match en prenant une pénalité mineur à la seizième seconde puis une exclusion à la quatorzième minute,.. A Minsk contre le Danemark, il marque son premier but en championnat du monde (victoire 6-2 de la France). Il commence la saison 2015-2016 avec les Dragons de Rouen mais en décembre, il quitte Rouen pour jouer dans un club hongrois, le Alba Volán Székesfehérvár.

## Statistiques

### En club
| Saison    | Équipe                        | Ligue              |    | Saison régulière | Saison régulière | Saison régulière | Saison régulière | Saison régulière |   | Séries éliminatoires | Séries éliminatoires | Séries éliminatoires | Séries éliminatoires | Séries éliminatoires |
| Saison    | Équipe                        | Ligue              | PJ | B                | A                | Pts              | Pun              | PJ               | B | A                    | Pts                  | Pun                  |                      |                      |
| 2004-2005 | Dock's du Havre               | Division 2         | 11 | 0                | 5                | 5                | 57               | -                | - | -                    | -                    | -                    |                      |                      |
| 2004-2005 | Dragons de Rouen              | Ligue Magnus       | 1  | 0                | 0                | 0                | 0                | -                | - | -                    | -                    | -                    |                      |                      |
| 2005-2006 | Titan d'Acadie-Bathurst       | LHJMQ              | 18 | 0                | 0                | 0                | 24               | -                | - | -                    | -                    | -                    |                      |                      |
| 2005-2006 | Olympiques de Gatineau        | LHJMQ              | 14 | 0                | 0                | 0                | 29               | -                | - | -                    | -                    | -                    |                      |                      |
| 2006-2007 | Brûleurs de loups de Grenoble | Ligue Magnus       | 17 | 1                | 0                | 1                | 12               | 12               | 0 | 0                    | 0                    | 4                    |                      |                      |
| 2006-2007 | Brûleurs de loups de Grenoble | Coupe de la Ligue  | 4  | 0                | 0                | 0                | 6                | 1                | 0 | 0                    | 0                    | 0                    |                      |                      |
| 2007-2008 | Brûleurs de loups de Grenoble | Ligue Magnus       | 24 | 0                | 4                | 4                | 20               | 5                | 0 | 0                    | 0                    | 4                    |                      |                      |
| 2007-2008 | Brûleurs de loups de Grenoble | Coupe de la Ligue  | 4  | 1                | 0                | 1                | 4                | -                | - | -                    | -                    | -                    |                      |                      |
| 2007-2008 | Brûleurs de loups de Grenoble | Coupe de France    | 5  | 1                | 1                | 2                | 2                | -                | - | -                    | -                    | -                    |                      |                      |
| 2007-2008 | Brûleurs de loups de Grenoble | Coupe continentale | 3  | 0                | 0                | 0                | 29               | -                | - | -                    | -                    | -                    |                      |                      |
| 2008-2009 | Brûleurs de loups de Grenoble | Ligue Magnus       | 25 | 1                | 2                | 3                | 56               | 11               | 0 | 1                    | 1                    | 30                   |                      |                      |
| 2008-2009 | Brûleurs de loups de Grenoble | Coupe de la Ligue  | 4  | 0                | 0                | 0                | 12               | 5                | 0 | 0                    | 0                    | 16                   |                      |                      |
| 2008-2009 | Brûleurs de loups de Grenoble | Coupe de France    | 4  | 0                | 0                | 0                | 0                | -                | - | -                    | -                    | -                    |                      |                      |
| 2009-2010 | Brûleurs de loups de Grenoble | Ligue Magnus       | 25 | 3                | 6                | 9                | 75               | 9                | 2 | 5                    | 7                    | 12                   |                      |                      |
| 2009-2010 | Brûleurs de loups de Grenoble | Coupe de la Ligue  | 5  | 1                | 1                | 2                | 6                | 5                | 1 | 3                    | 4                    | 10                   |                      |                      |
| 2009-2010 | Brûleurs de loups de Grenoble | Coupe continentale | 3  | 0                | 0                | 0                | 0                | -                | - | -                    | -                    | -                    |                      |                      |
| 2010-2011 | Condors de Bakersfield        | ECHL               | 7  | 1                | 0                | 1                | 9                | -                | - | -                    | -                    | -                    |                      |                      |
| 2010-2011 | Ducs d'Angers                 | Ligue Magnus       | 14 | 3                | 8                | 11               | 40               | 6                | 1 | 1                    | 2                    | 34                   |                      |                      |
| 2010-2011 | Ducs d'Angers                 | Coupe de la Ligue  | -  | -                | -                | -                | -                | 3                | 0 | 1                    | 1                    | 0                    |                      |                      |
| 2010-2011 | Ducs d'Angers                 | Coupe de France    | 3  | 0                | 2                | 2                | 2                | -                | - | -                    | -                    | -                    |                      |                      |
| 2011-2012 | Dragons de Rouen              | Ligue Magnus       | 26 | 9                | 14               | 23               | 82               | 15               | 2 | 9                    | 11                   | 40                   |                      |                      |
| 2011-2012 | Dragons de Rouen              | Coupe Continentale | 3  | 1                | 1                | 2                | 2                | -                | - | -                    | -                    | -                    |                      |                      |
| 2011-2012 | Dragons de Rouen              | Coupe de la Ligue  | 6  | 2                | 6                | 8                | 4                | 4                | 0 | 1                    | 1                    | 18                   |                      |                      |
| 2011-2012 | Dragons de Rouen              | Coupe de France    | 4  | 1                | 3                | 4                | 40               | -                | - | -                    | -                    | -                    |                      |                      |
| 2012-2013 | HC Innsbruck                  | EBEL               | 50 | 1                | 5                | 6                | 160              |                  |   |                      |                      |                      |                      |                      |
| 2013-2014 | Ducs d'Angers                 | Ligue Magnus       | 6  | 0                | 1                | 1                | 10               | -                | - | -                    | -                    | -                    |                      |                      |
| 2013-2014 | Ducs d'Angers                 | Coupe de la Ligue  | 6  | 2                | 1                | 3                | 10               | -                | - | -                    | -                    | -                    |                      |                      |
| 2013-2014 | Dragons de Rouen              | Ligue Magnus       | 12 | 2                | 4                | 6                | 22               | 9                | 1 | 2                    | 3                    | 26                   |                      |                      |
| 2013-2014 | Dragons de Rouen              | Coupe de la Ligue  | -  | -                | -                | -                | -                | 1                | 0 | 0                    | 0                    | 0                    |                      |                      |
| 2013-2014 | Dragons de Rouen              | Coupe de France    | 2  | 0                | 0                | 0                | 2                | -                | - | -                    | -                    | -                    |                      |                      |
| 2014-2015 | Dragons de Rouen              | Ligue Magnus       | 26 | 4                | 8                | 12               | 38               | 4                | 0 | 0                    | 0                    | 4                    |                      |                      |
| 2014-2015 | Dragons de Rouen              | Coupe de la Ligue  | 6  | 0                | 1                | 1                | 18               | 5                | 0 | 3                    | 3                    | 4                    |                      |                      |
| 2015-2016 | Dragons de Rouen              | Ligue Magnus       | 9  | 0                | 3                | 3                | 6                | -                | - | -                    | -                    | -                    |                      |                      |
| 2015-2016 | Dragons de Rouen              | Coupe de la Ligue  | 6  | 1                | 1                | 2                | 6                | 4                | 0 | 2                    | 2                    | 2                    |                      |                      |
| 2015-2016 | Fehérvár AV19                 | EBEL               | 24 | 3                | 6                | 9                | 21               | -                | - | -                    | -                    | -                    |                      |                      |
| 2016-2017 | Fehérvár AV19                 | EBEL               | 54 | 11               | 14               | 25               | 81               | -                | - | -                    | -                    | -                    |                      |                      |
| 2017-2018 | Ducs d'Angers                 | Ligue Magnus       | 2  | 0                | 0                | 0                | 0                | -                | - | -                    | -                    | -                    |                      |                      |
| 2017-2018 | Fehérvár AV19                 | EBEL               | 44 | 9                | 12               | 21               | 56               | -                | - | -                    | -                    | -                    |                      |                      |
| 2018-2019 | KHL Medveščak Zagreb          | EBEL               | 21 | 0                | 6                | 6                | 38               | -                | - | -                    | -                    | -                    |                      |                      |
| 2018-2019 | Brûleurs de loups de Grenoble | Ligue Magnus       | 19 | 4                | 9                | 13               | 64               | 13               | 3 | 5                    | 8                    | 67                   |                      |                      |
| 2019-2020 | Brûleurs de loups de Grenoble | Ligue Magnus       | 37 | 5                | 9                | 14               | 125              | 4                | 1 | 4                    | 5                    | 4                    |                      |                      |
| 2020-2021 | Rødovre Mighty Bulls          | Metal Ligaen       | 23 | 2                | 4                | 6                | 26               | -                | - | -                    | -                    | -                    |                      |                      |
| 2021-2022 | Ducs d'Angers                 | Ligue Magnus       | 17 | 2                | 2                | 4                | 22               | 16               | 2 | 2                    | 4                    | 20                   |                      |                      |
| 2022-2023 | Ducs d'Angers                 | Ligue Magnus       | 37 | 3                | 10               | 13               | 52               | 10               | 1 | 3                    | 4                    | 6                    |                      |                      |

### En équipe nationale

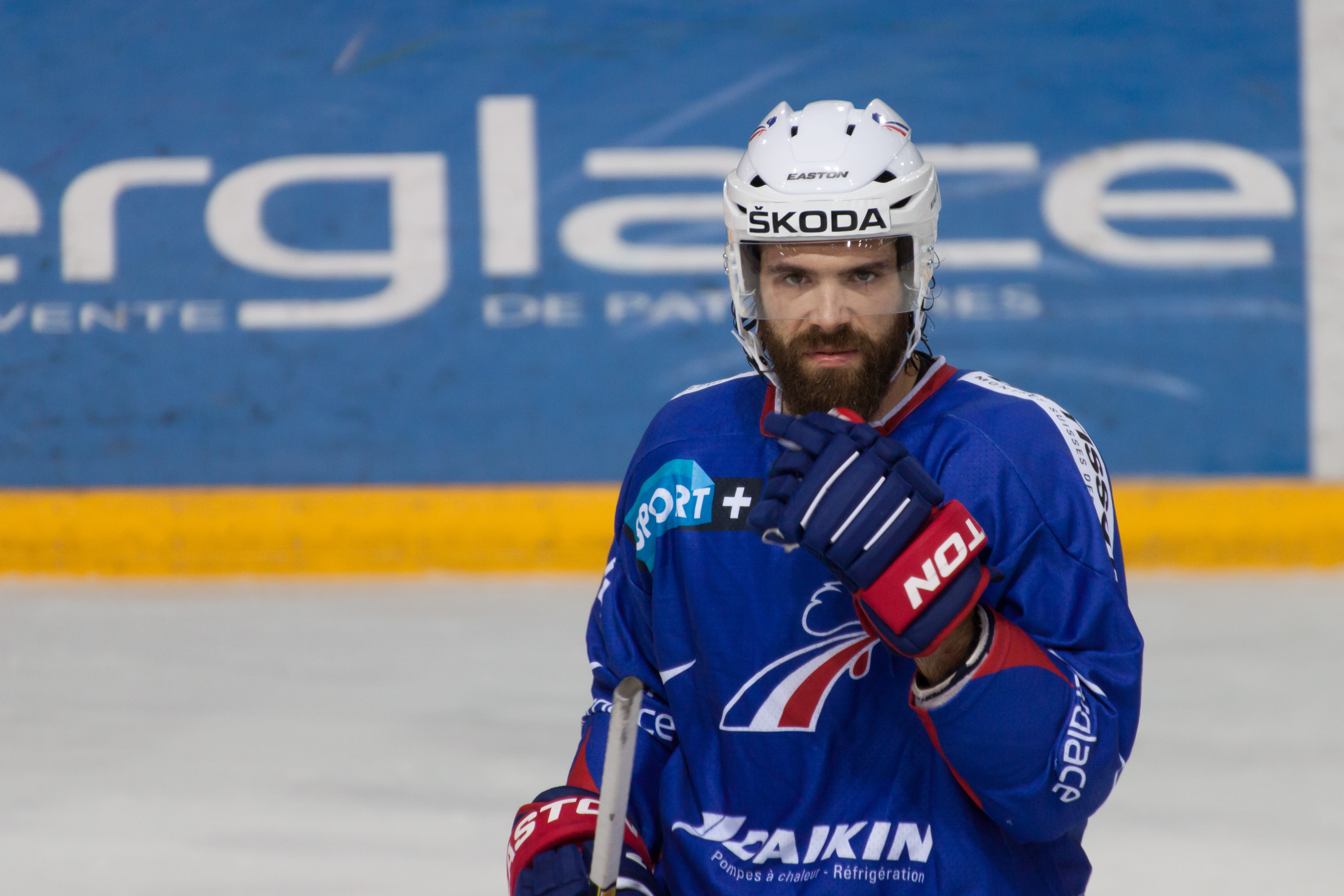
Antonin Manavian sous les couleurs de l'équipe de France en 2013

| Année     | Équipe | Compétition                                    |    | PJ | B | A | Pts | Pun                  |  | Résultat |
| 2004      | France | Championnat du monde junior -18 ans division 1 | 5  | 0  | 0 | 0 | 8   | Cinquième position   |  |          |
| 2005      | France | Championnat du monde junior -18 ans division 1 | 5  | 0  | 1 | 1 | 20  | Quatrième position   |  |          |
| 2006      | France | Championnat du monde junior division 1         | 5  | 0  | 1 | 1 | 28  | Quatrième position   |  |          |
| 2007      | France | Championnat du monde junior division 1         | 5  | 0  | 1 | 1 | 6   | Quatrième position   |  |          |
| 2009      | France | Qualification olympique                        | 3  | 0  | 0 | 0 | 0   | Éliminés             |  |          |
| 2009      | France | Championnat du monde                           | 6  | 0  | 0 | 0 | 4   | Douzième position    |  |          |
| 2010      | France | Championnat du monde                           | 3  | 0  | 0 | 0 | 2   | Quatorzième position |  |          |
| 2010-2011 | France | Matchs internationaux                          | 2  | 0  | 0 | 0 | 0   | -                    |  |          |
| 2012      | France | Championnat du monde                           | 7  | 0  | 0 | 0 | 0   | Neuvième position    |  |          |
| 2011-2012 | France | Matchs internationaux                          | 16 | 1  | 2 | 3 | 20  | -                    |  |          |
| 2013      | France | Qualification olympique                        | 3  | 0  | 0 | 0 | 4   | Éliminés             |  |          |
| 2013      | France | Championnat du monde                           | 7  | 0  | 0 | 0 | 8   | Treizième position   |  |          |
| 2012-2013 | France | Matchs internationaux                          | 24 | 1  | 1 | 2 | 44  | -                    |  |          |
| 2014      | France | Championnat du monde                           | 8  | 1  | 1 | 2 | 6   | Huitième position    |  |          |
| 2013-2014 | France | Matchs internationaux                          | 16 | 0  | 3 | 3 | 51  | -                    |  |          |
| 2015      | France | Championnat du monde                           | 7  | 0  | 0 | 0 | 6   | Douzième position    |  |          |
| 2014-2015 | France | Matchs internationaux                          | 21 | 1  | 3 | 4 | 46  | -                    |  |          |
| 2015-2016 | France | Matchs internationaux                          | 13 | 1  | 2 | 3 | 36  | -                    |  |          |
| 2016      | France | Qualification olympique                        | 3  | 0  | 0 | 0 | 0   | Éliminés             |  |          |
| 2017      | France | Championnat du monde                           | 7  | 0  | 0 | 0 | 6   | Neuvième position    |  |          |
| 2016-2017 | France | Matchs internationaux                          | 23 | 0  | 2 | 2 | 28  | -                    |  |          |
| 2018      | France | Championnat du monde                           | 7  | 1  | 0 | 1 | 6   | Douzième position    |  |          |
| 2017-2018 | France | Matchs internationaux                          | 21 | 2  | 4 | 6 | 71  | -                    |  |          |
| 2019      | France | Championnat du monde                           | 6  | 1  | 2 | 3 | 2   | Quinzième position   |  |          |
| 2018-2019 | France | Matchs internationaux                          | 17 | 1  | 3 | 4 | 28  | -                    |  |          |
| 2019-2020 | France | Matchs internationaux                          | 4  | 1  | 0 | 1 | 0   | -                    |  |          |

## Trophées et honneurs personnels
- 2006-2007 :
  - vainqueur de la Coupe de la Ligue avec Grenoble
  - champion de France avec Grenoble
- 2007-2008 : vainqueur de la Coupe de France avec Grenoble
- 2008-2009 :
  - vainqueur du match des champions avec Grenoble
  - vainqueur de la Coupe de la Ligue avec Grenoble
  - vainqueur de la Coupe de France avec Grenoble
  - champion de France avec Grenoble
- 2009-2010 : 
  - vainqueur du match des champions avec Grenoble
  - sélectionné dans l'équipe des étoiles de la Ligue Magnus
- 2011-2012 :
  - champion de la coupe Continentale avec Rouen
  - champion avec Rouen
- 2013-2014 : vainqueur de la Coupe de la Ligue avec Rouen
- 2014-2015 : vainqueur de la Coupe de France avec Rouen